# Atropa komarovii
Atropa komarovii är en potatisväxtart som beskrevs av Blin. och Schal. Atropa komarovii ingår i släktet belladonnor, och familjen potatisväxter. Inga underarter finns listade i Catalogue of Life.